# Sivas Belediye Spor Kulübü
Il Sivas Belediye Spor Kulübü è una società polisportiva turca, con sede a Sivas.
La polisportiva è attiva nei seguenti sport:
- calcio, con una squadra maschile[2]
- pallamano, con una squadra femminile[3]
- rafting
- karate
- taekwondo
- ciclismo
- arti marziali

La polisportiva era attiva anche nella pallavolo con una squadra maschile, che ha cessato l'attività nel 2015.

## Denominazioni precedenti
- 1995-2009: Sivas Belediye Spor Kulübü
- 2009-2015: Sivas Dört Eylül Belediye Spor Kulübü